# Shinkansen Serie 700
El Shinkansen Serie 700 (700系 Nanahyaku-kei?) es un tipo de tren de alta velocidad japonés construido entre 1997 y 2006, que entró en servicio en 1999. Designado originalmente como N300 durante la fase de desarrollo, pasó a ser la siguiente generación de vehículos Shinkansen diseñados conjuntamente por la Central Japan Railway Company y por la West Japan Railway Company para su uso en las líneas Tōkaidō Shinkansen, Hakata Minami y Sanyō Shinkansen. Aunque en 2020 se retiraron del servicio los trenes de la Serie 700 en el Tōkaidō Shinkansen, siguieron funcionando en el Sanyō Shinkansen y en la Línea Hakata-Minami.

## Diseño
La serie 700 se caracteriza por su morro plano en forma de pico de pato, diseñado para reducir el efecto pistón cuando los trenes entran en los túneles. Las unidades de 16 coches están pintadas de blanco con franjas azules debajo de las ventanas y se idearon para los servicios Nozomi, Hikari y Kodama en las líneas Tokaido y Sanyō Shinkansen, mientras que las unidades de 8 coches utilizadas para los servicios San'yō Shinkansen Hikari Rail Star tenían una librea más oscura (gris con las zonas de las ventanas negras y una franja amarilla debajo de las ventanas) que también sirve para restar énfasis visualmente al área de la nariz de las unidades, reforzando su aspecto aerodinámico.
Al igual que los trenes de la Serie 500, disponen de amortiguadores de inclinación instalados entre los vehículos, y todos los coches cuentan con suspensión semiactiva para garantizar una conducción suave a alta velocidad. En comparación con la pequeña flota de trenes de la serie 500 de alto rendimiento y costo elevado construidos para el JR-Oeste, estos trenes fueron diseñados para brindar una mayor comodidad de viaje y un ambiente interior más confortable que los antiguos trenes de la Serie 300, a un costo menor que los trenes de la Serie 500. El costo de una unidad de la Serie 700 de 16 coches era de aproximadamente 4 mil millones de yenes, en comparación con los alrededor de 5 mil millones de yenes de un tren de la Serie 500 también de 16 coches.

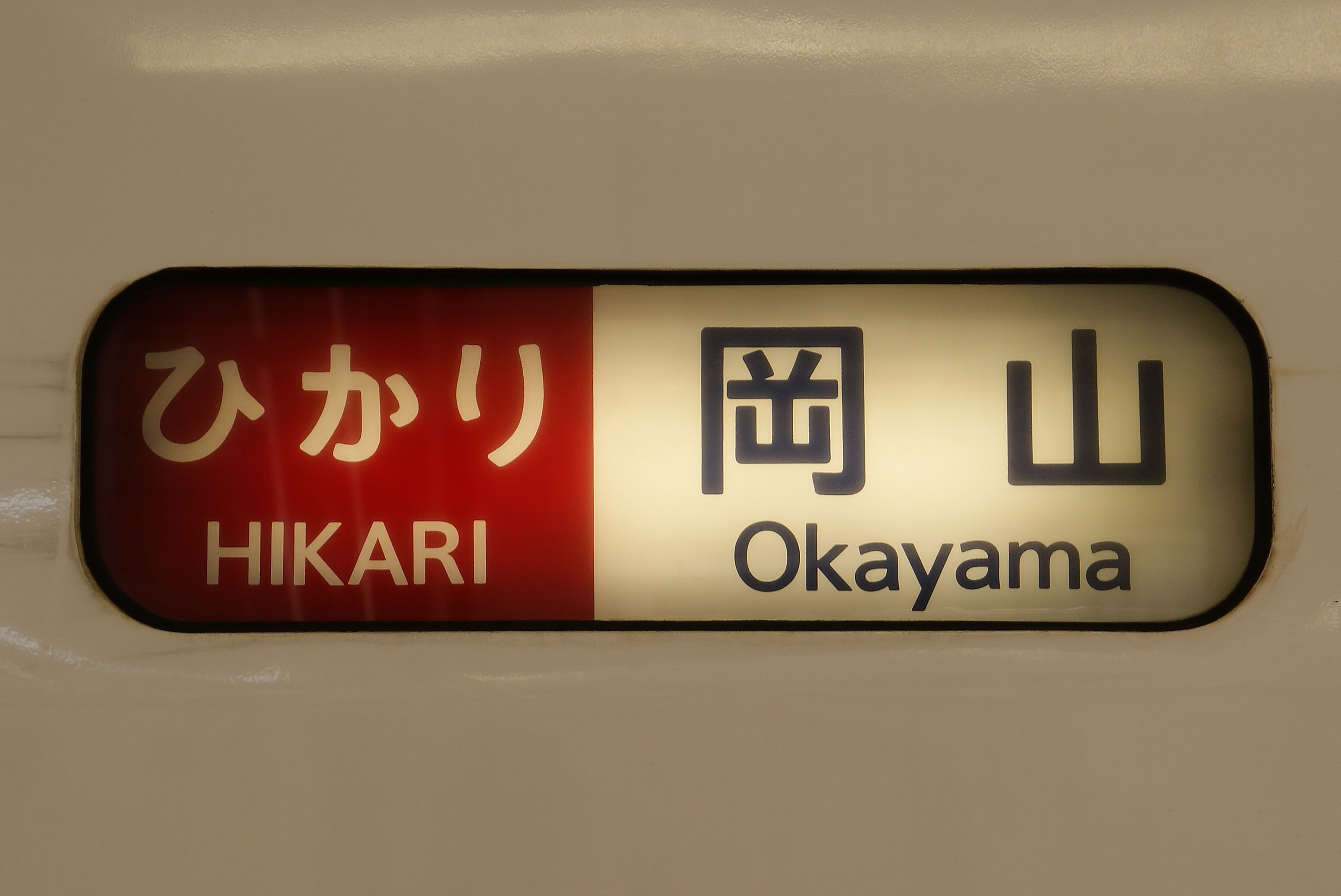
Tren C: Pantalla de destino
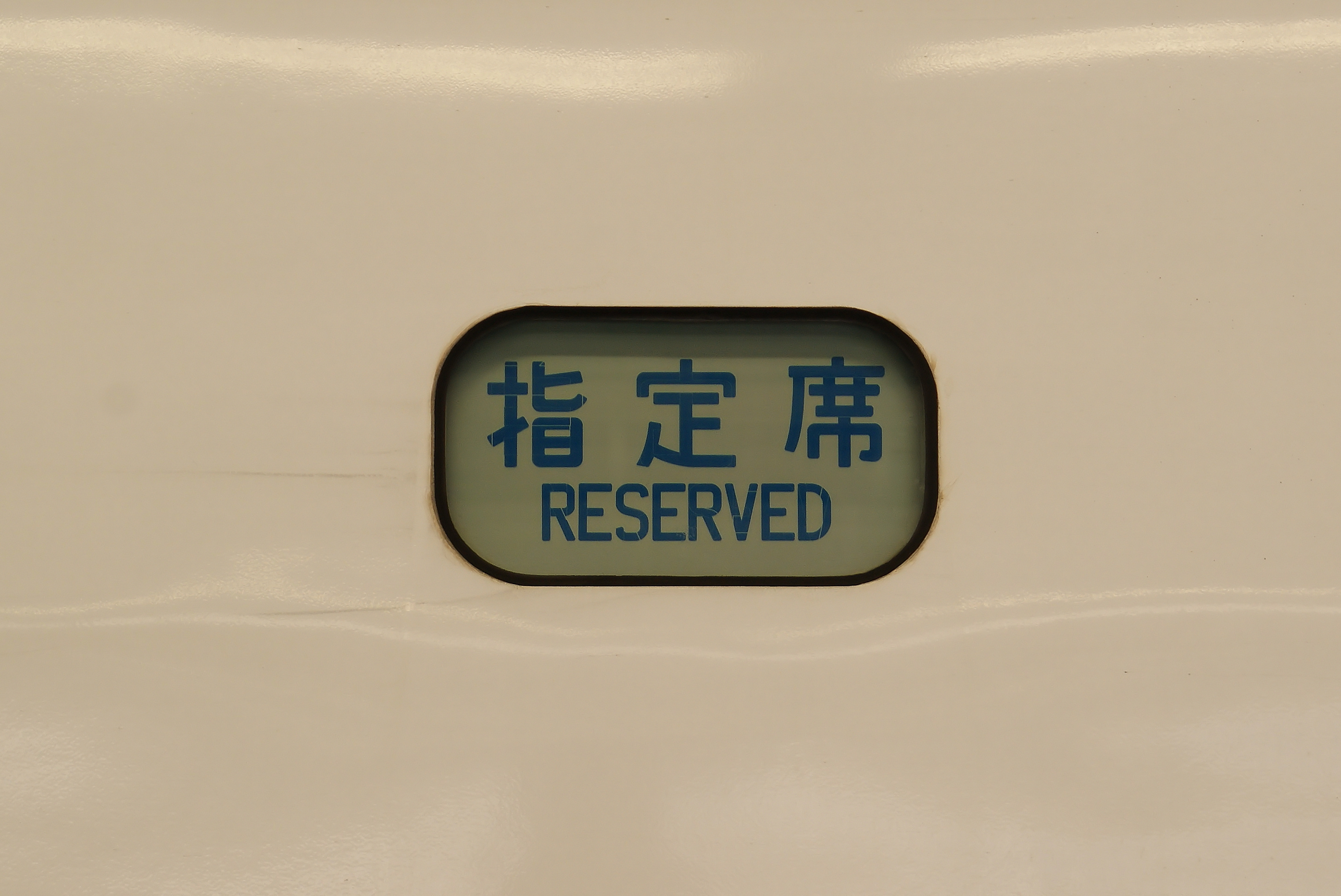
Tren C: Pantalla de reserva de asiento
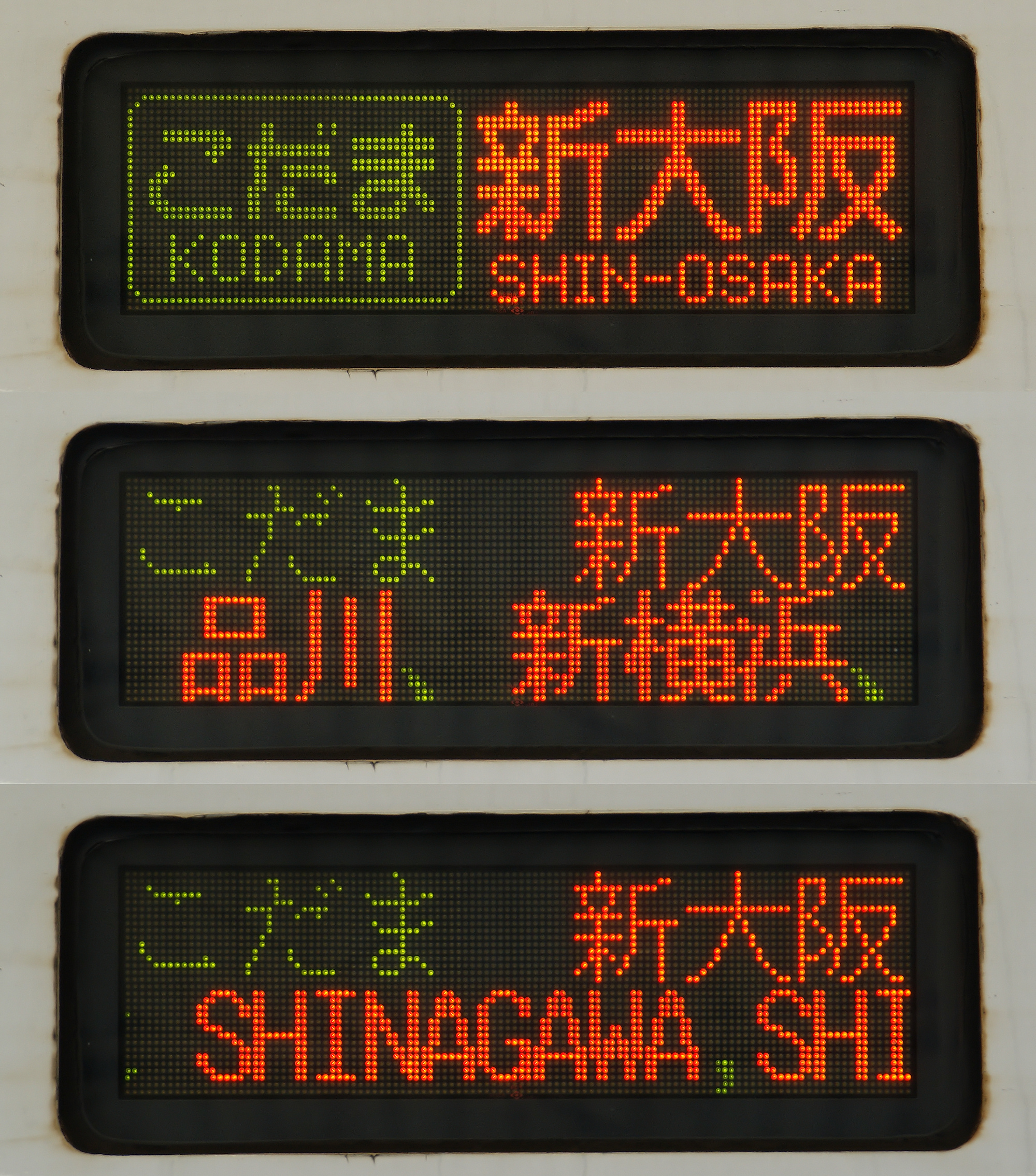
Tren B: Pantalla de destino
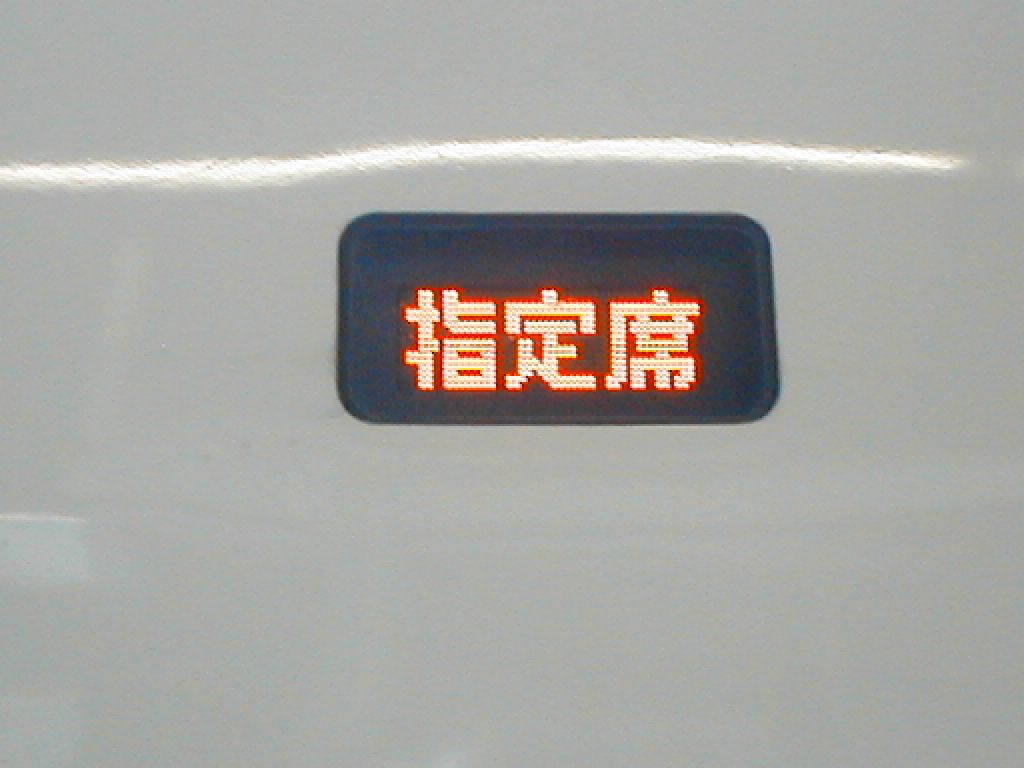
Tren B: Pantalla de reserva de asiento

## Operaciones
Los trenes de la Serie 700 estaban programados para retirarse de los servicios Tōkaidō Shinkansen a finales del año fiscal de 2019. El último recorrido en el Tōkaidō Shinkansen de la Serie 700 tuvo lugar el 1 de marzo de 2020. Sin embargo, la Serie 700 continuó operando en el Sanyō Shinkansen.

## Variantes
- Serie 700-9000: conjunto de pre-serie de 16 coches
- Serie 700-0: conjuntos "C" de 16 coches propiedad del JR Central, introducidos a partir de marzo de 1999
- Serie 700-3000: conjuntos "B" de 16 coches propiedad del JR-Oeste, introducidos a partir de 2001
- Serie 700-7000: conjuntos "E" de 8 coches Hikari Rail Star propiedad del JR-Oeste, introducidos a partir del 11 de marzo de 2000

## Unidad de preserie (Serie 700-9000)
El conjunto de preserie, denominado C0, se entregó en octubre de 1997 y se sometió a recorridos de resistencia principalmente entre Tokio y Shin-Osaka hasta principios de 1999, incluido un breve período de prueba como una formación de 8 coches en el Sanyo Shinkansen. Desde el principio se instalaron nuevos pantógrafos de un solo brazo, que inicialmente presentaban las distintivas cubiertas del tipo "copa de vino" del tren 300X. Posteriormente se cambiaron a un diseño con una disposición similar a la de la Serie 500 con protecciones laterales adicionales, que se utilizó en los trenes posteriores. La unidad C0 se modificó al estándar de producción en serie en septiembre de 1999 y se volvió a numerar como C1, siendo retirado oficialmente en enero de 2013.

Tren C1 en servicio en enero de 2010

## Tren C de 16 coches

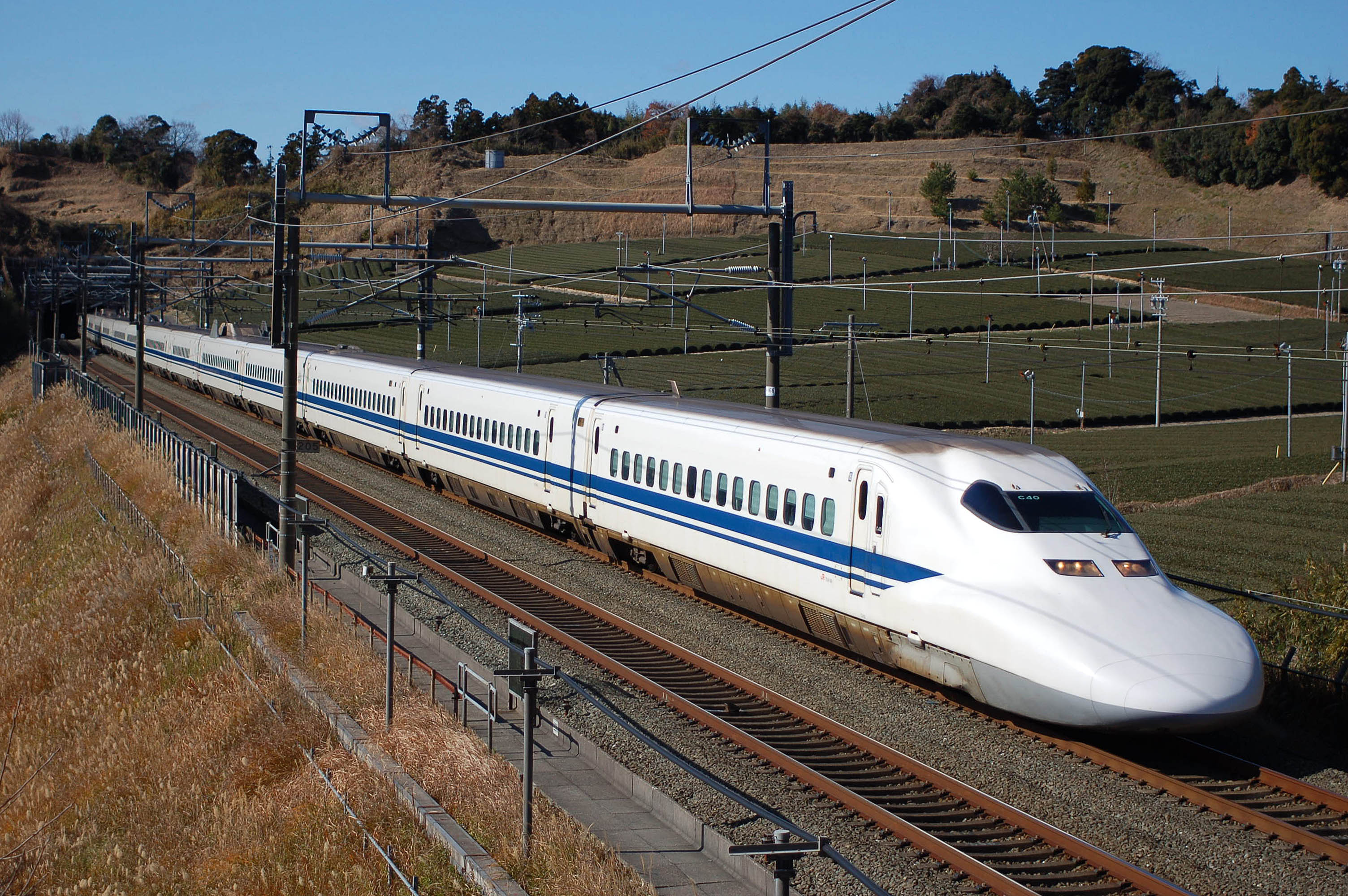
Tren C40 del JR Central en el Tokaido Shinkansen entre Kakegawa y Shizuoka (enero de 2008)

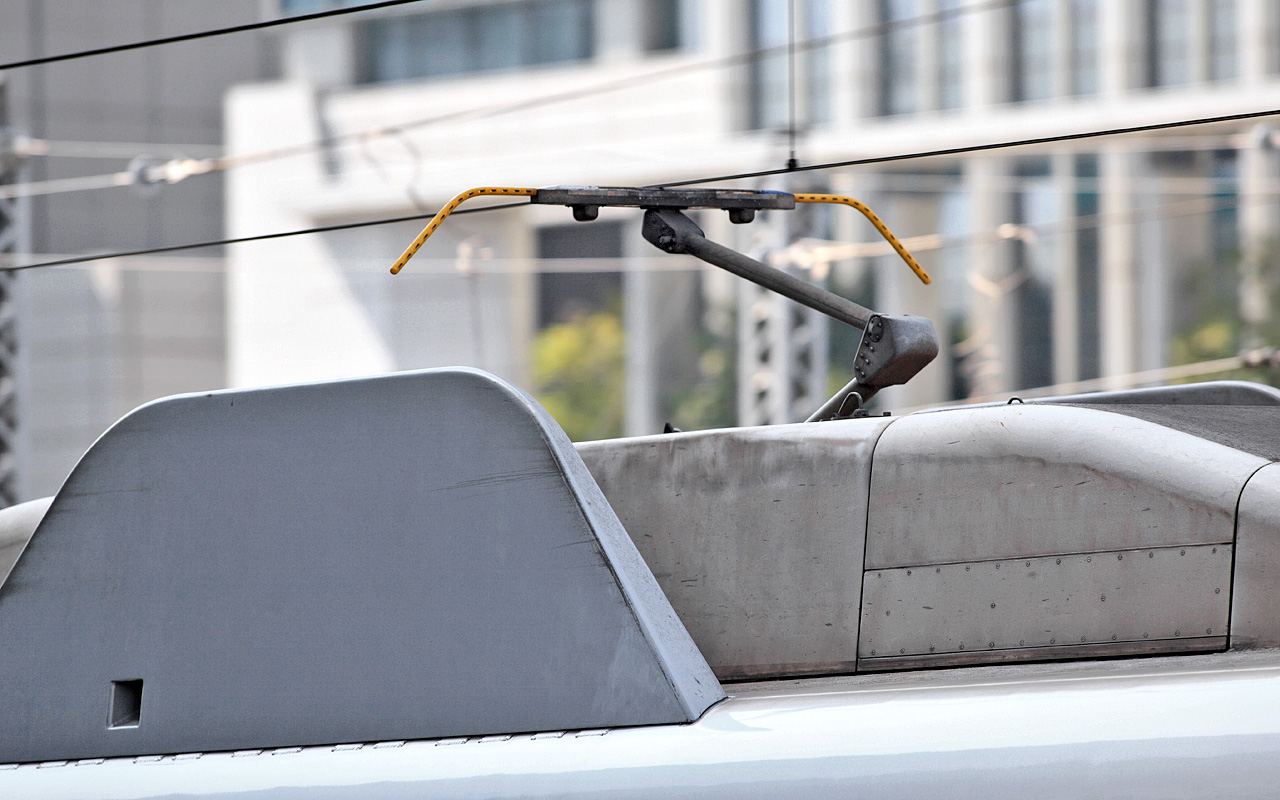
Detalle del pantógrafo (2009)

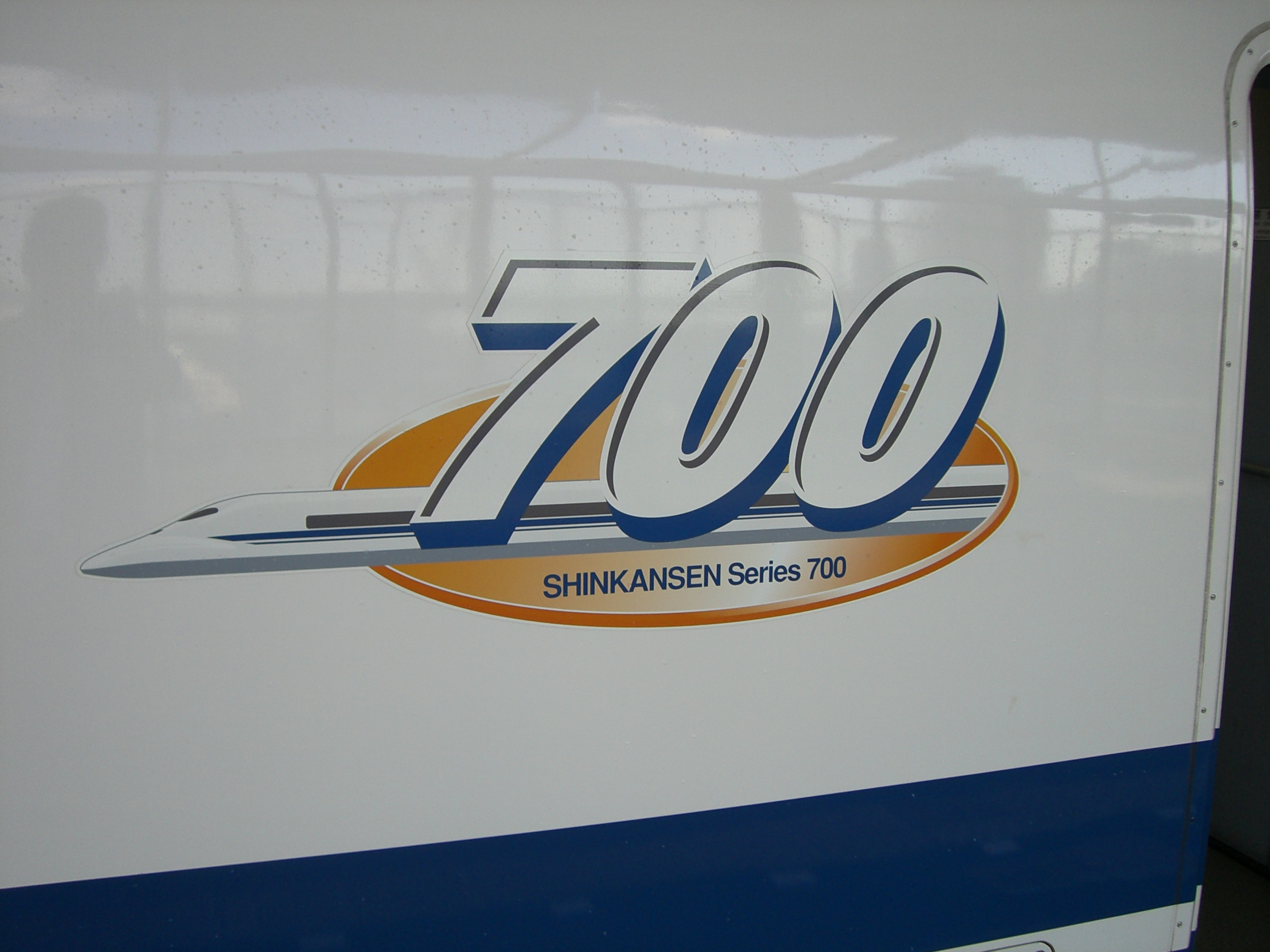
Logo de la Serie 700 junto a una puerta

Estas unidades fueron encargadas por la Central Japan Railway Company para su uso en los servicios Nozomi de Tokio a Hakata, desplazando a los trenes de la Serie 300 utilizados anteriormente en estos servicios. El diseño interior y el alojamiento son similares a los de los trenes de la Serie 300, con tres vehículos de la Clase Verde (primera clase) y la misma distancia entre asientos de 104 centímetros (40,9 plg) en la Clase Estándar y de 116 centímetros (45,7 plg) en la Clase Verde. Las pasarelas centrales se ensancharon 3 centímetros (1,2 plg) hasta alcanzar los 60 centímetros (23,6 plg) y los techos se elevaron 65 milímetros (2,6 plg) hasta los 2,2 metros (2,4 yd). Ya no se incluyeron los mostradores para servir comidas de los trenes de las series 300 y 500; siendo reemplazados por máquinas expendedoras de bebidas, ubicadas en los coches 3, 7, 11 y 15.
Las especificaciones permiten circular a los trenes de la Serie 700 a 285 kilómetros por hora (177,1 mph) en el Sanyo Shinkansen, con una velocidad restringida a 270 kilómetros por hora (168 mph) en el Tokaido Shinkansen entre Tokio y Shin-Osaka. El lote inicial encargado por el JR Central constaba de 17 unidades, y las primeras 4 unidades se entregaron a tiempo para su introducción en tres servicios diarios de retorno Nozomi a partir de marzo de 1999. Los servicios con unidades de la Serie 700 se incrementaron a cinco diarios a partir de julio de 1999, y aumentaron aún más desde octubre de 1999. Con entregas continuas, los trenes de la serie 700 también se introdujeron en los servicios Tōkaidō Shinkansen Hikari desde finales de 2000.
Los números de tren del C25 en adelante introducidos a partir de mayo de 2001 incorporan mejoras menores en el diseño interior, que incluyen tomas de corriente en los extremos de los coches para usuarios de PC y asideros en los asientos del pasillo. El JR Central realizó un pedido de un lote adicional de seis unidades en diciembre de 2003, con entrega programada para finales de 2004. Estos conjuntos (C55 a C60) proporcionaron capacidad adicional para los servicios conectados con la Expo de Aichi en 2005.

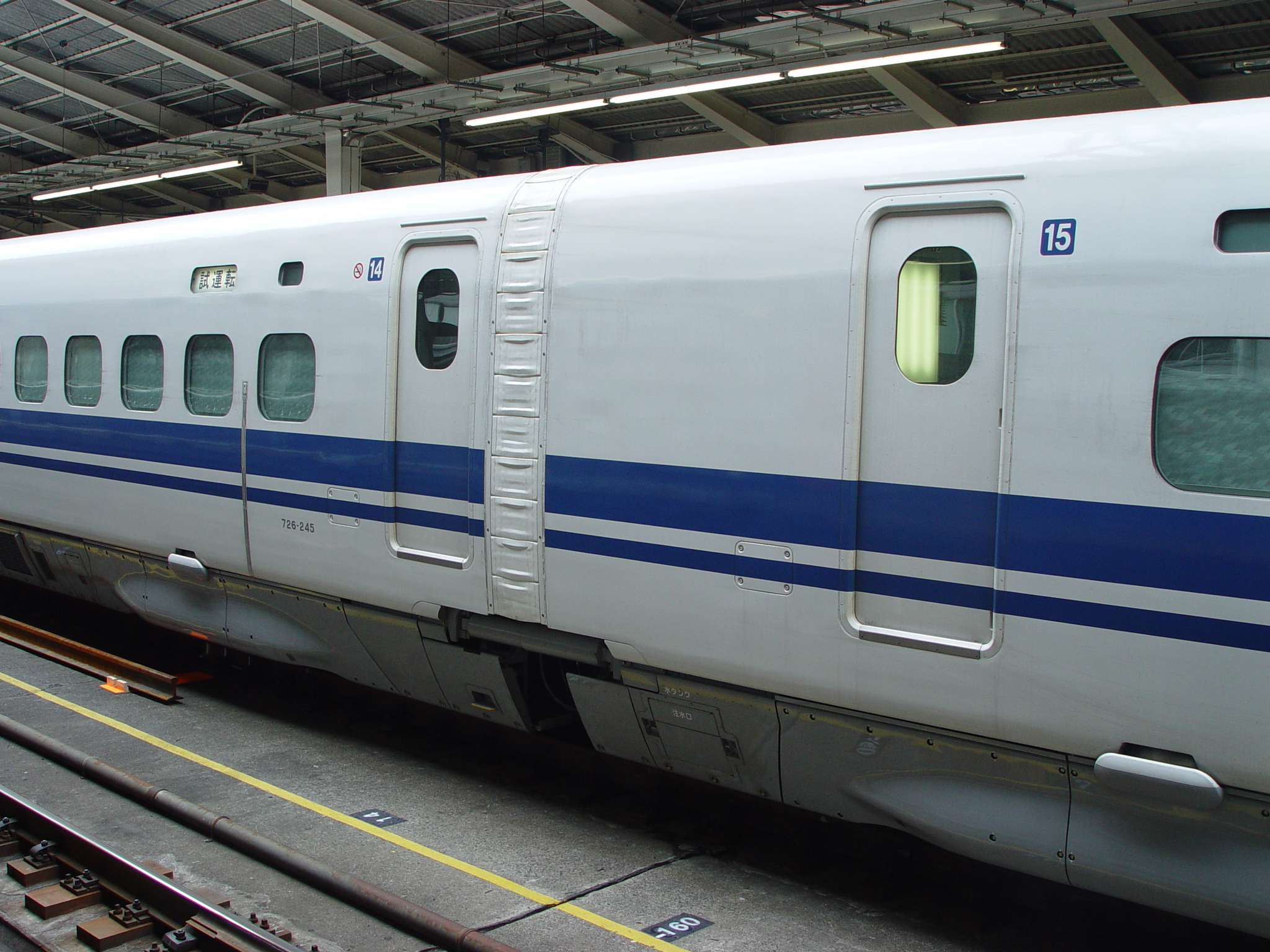
Streamlined bogie covers and flush diaphragm covers added experimentally to set C46, de febrero de 2003

Antes de incorporarse al servicio regular de pasajeros, el tren C46 del JR Central se sometió a una serie de pruebas desde finales de enero de 2003, equipado con cubiertas de bogie aerodinámicas en todos los coches y cubiertas de diafragma al ras entre los coches 16/15 y 15/14. Estas modificaciones se eliminaron antes de que la unidad ingresara al servicio regular. Las cubiertas de diafragma al ras se utilizarían en trenes futuros, como en el Shinkansen Serie N700.
Entre octubre de 2008 y junio de 2009, la flota de 60 trenes de la Serie 700 del JR Central sufrió modificaciones para aumentar su aceleración de 1,6 a 2 (km/h)/s original en el Tokaido Shinkansen, con el fin de mejorar la flexibilidad de la planificación de horarios.
Durante el año fiscal de 2011, se transfirieron ocho trenes "C" (C11 a C18) desde el JR Central al JR-Oeste para reemplazar su flota de nueve trenes de la Serie 300, cuya retirada se había programado para la primavera de 2012.
La retirada de los trenes de la Serie 700 comenzaron en julio de 2011, con la baja del tren C4. Continuó en 2013 (composiciones C1, C2, C3, C5 - C8) y en 2014 (C9, C10, C20 - C24).
Los trenes de la Serie 700 restantes se eliminaron de los servicios Tokaido Shinkansen programados regularmente a partir del 1 de diciembre de 2019. El último viaje en el Tokaido Shinkansen de un tren de la Serie 700 desde Tokio a Shin-Osaka estaba programada para el 8 de marzo de 2020, pero se canceló debido al brote de la COVID-19 en Japón. Esta cancelación dio lugar a que el último recorrido en el Tokaido Shinkansen de un tren de la Serie 700 tuviera lugar una semana antes, el 1 de marzo de 2020.

### Composición
Los conjuntos C de 16 coches se forman de la siguiente manera, con el coche 1 en el extremo de Hakata (oeste).
| Coche No.            | 1   | 2   | 3       | 4   | 5       | 6   | 7       | 8   | 9   | 10  | 11      | 12      | 13      | 14      | 15      | 16  |
| -------------------- | --- | --- | ------- | --- | ------- | --- | ------- | --- | --- | --- | ------- | ------- | ------- | ------- | ------- | --- |
| Denominación         | Tc  | M2  | M'w     | M1  | M1w     | M'  | M2k     | T's | Ts  | M2s | M'h     | M1      | M1w     | M'      | M2w     | T'c |
| Numeración           | 723 | 727 | 726-500 | 725 | 725-300 | 726 | 727-400 | 718 | 719 | 717 | 726-700 | 725-600 | 725-500 | 726-200 | 727-500 | 724 |
| Capacidad (asientos) | 65  | 100 | 85      | 100 | 90      | 100 | 75      | 68  | 64  | 68  | 63      | 100     | 90      | 100     | 80      | 75  |

Los coches 5 y 12 tienen cada uno un pantógrafo de un solo brazo.

### Interior

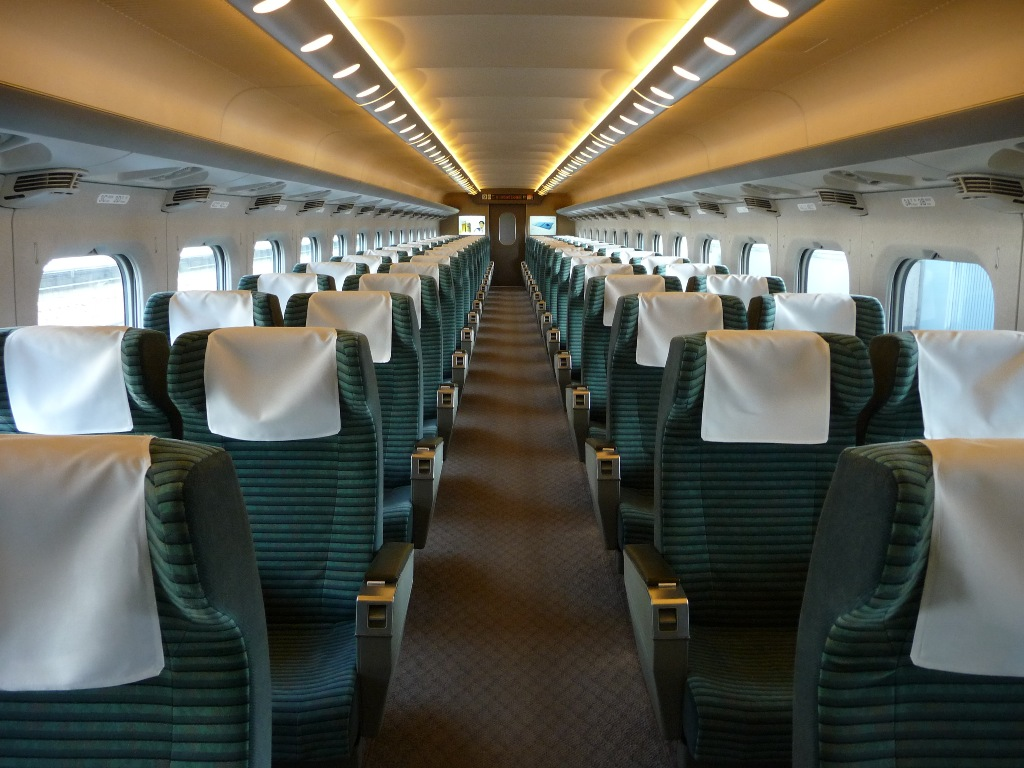
Clase Verde (coche 9) en marzo de 2010
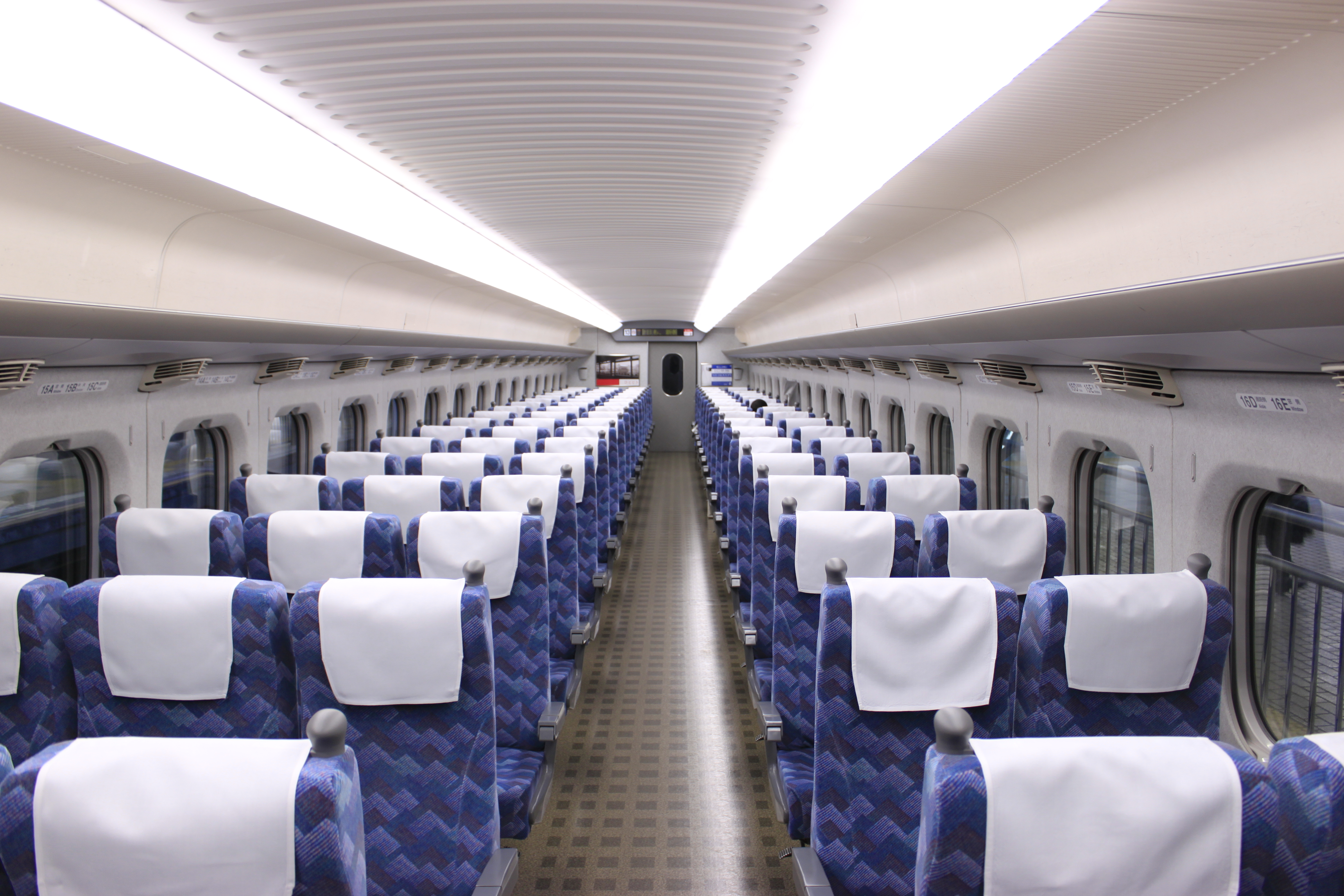
Clase Estándar (coche 13) en enero de 2010

## Tren B de 16 coches (Serie 700-3000)

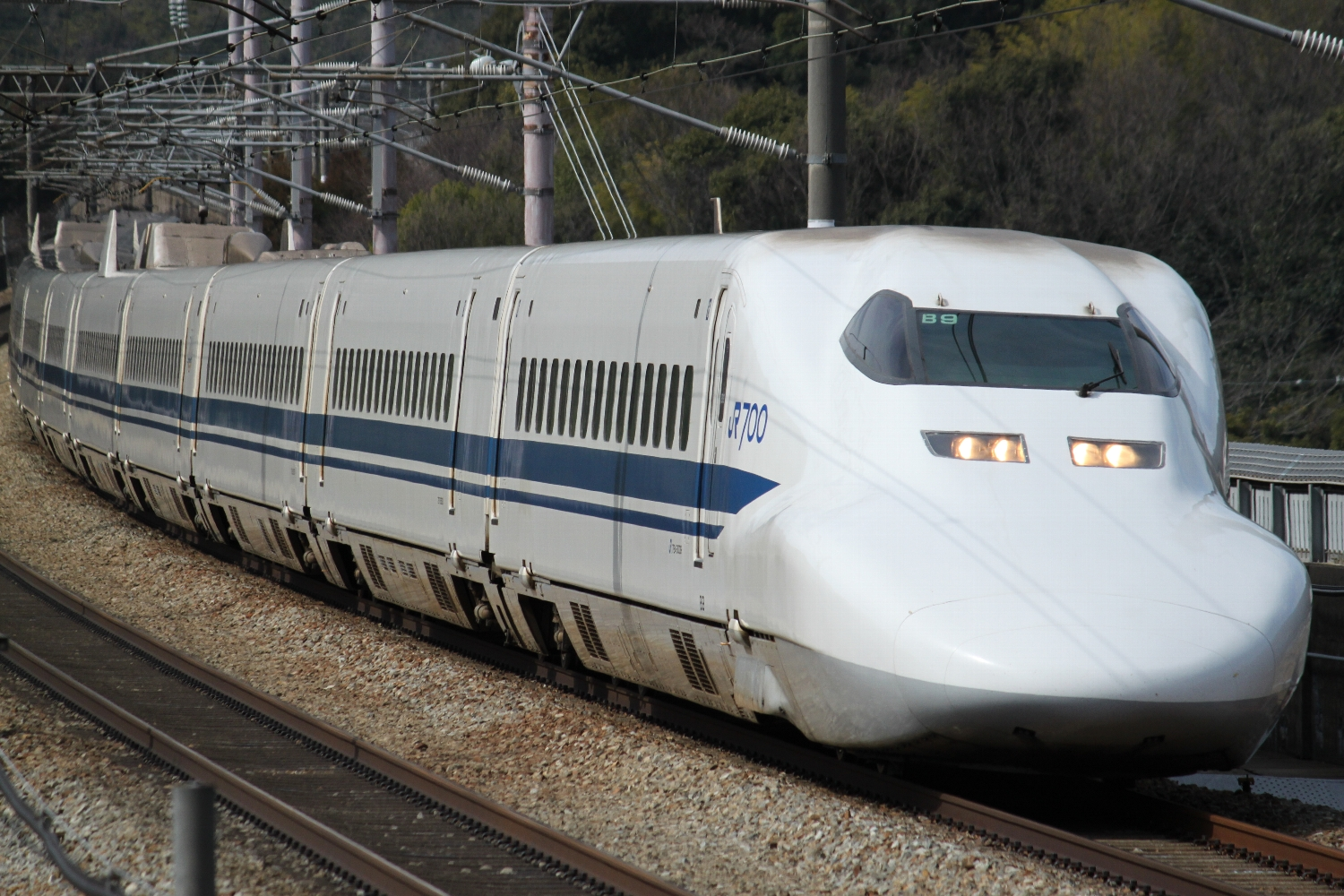
Tren B9 de la Serie 700-3000 del JR-Oeste en marzo de 2010

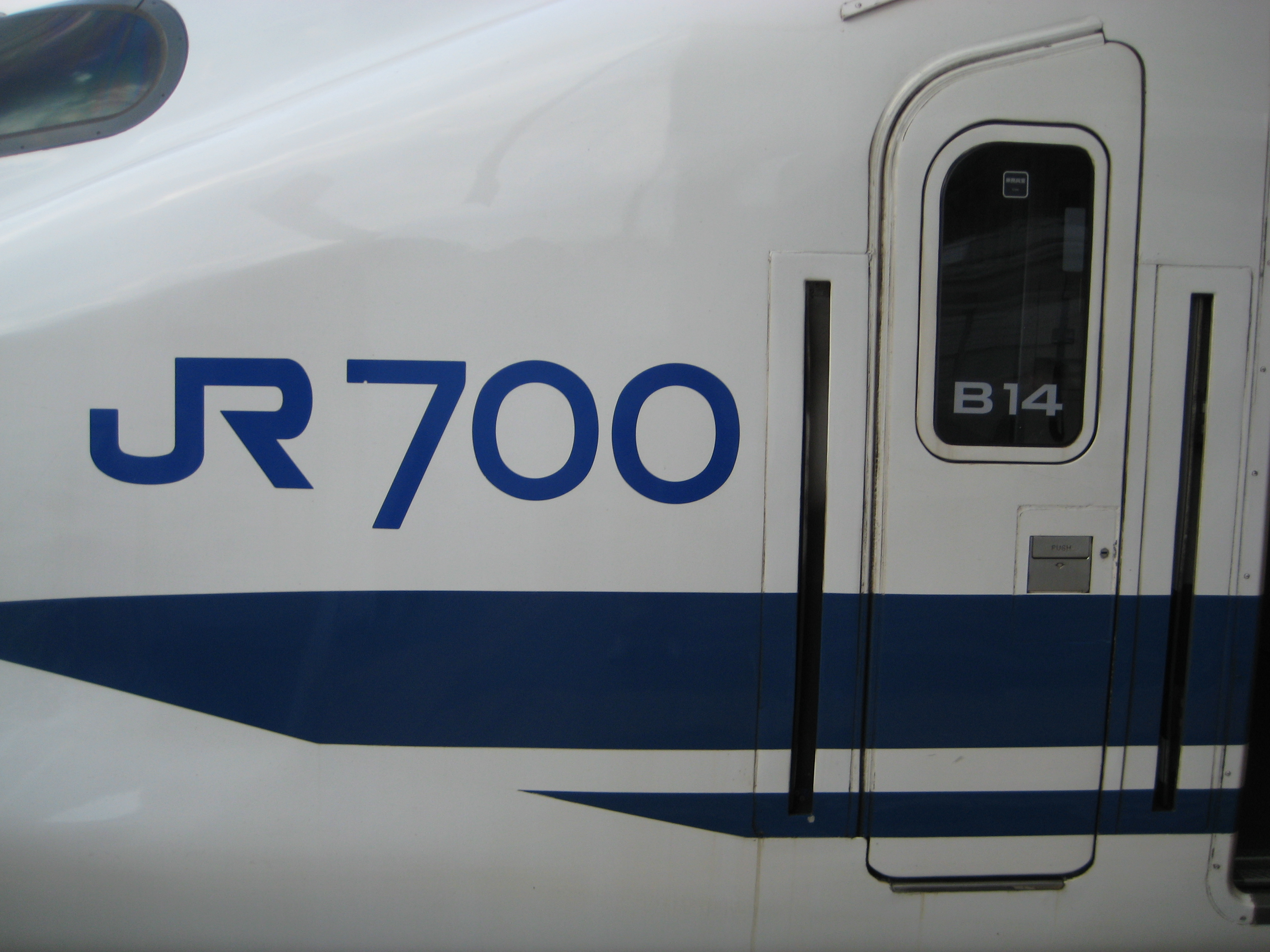
Logo "JR700" en un costado del tren B14 en enero de 2011

Propiedad de la West Japan Railway Company para su uso en los servicios Hikari desde Tokio, sustituyeron a los trenes de la Serie 100 utilizadas anteriormente. Se entregaron un total de 15 unidades entre junio de 2001 y enero de 2006. Estos trenes utilizaban los mismos bogies que los conjuntos de la Serie 500 del JR-Oeste. Otras diferencias incluyen paneles LED indicadores de destino, protecciones laterales blancas en los pantógrafos, logotipos "JR 700" en los costados de la cabina y también diferentes diseños de asientos.

### Composición
Los conjuntos B de 16 coches se forman de la siguiente manera, con el coche 1 en el extremo de Hakata (oeste).
| Coche No.            | 1        | 2        | 3        | 4        | 5        | 6        | 7        | 8        | 9        | 10       | 11       | 12       | 13       | 14       | 15       | 16       |
| -------------------- | -------- | -------- | -------- | -------- | -------- | -------- | -------- | -------- | -------- | -------- | -------- | -------- | -------- | -------- | -------- | -------- |
| Denominación         | Tc       | M2       | M'w      | M1       | M1w      | M'       | M2k      | T's      | Ts       | M2s      | M'h      | M1       | M1w      | M'       | M2w      | T'c      |
| Numeración           | 723-3000 | 727-3000 | 726-3500 | 725-3000 | 725-3300 | 726-3000 | 727-3400 | 718-3000 | 719-3000 | 717-3000 | 726-3700 | 725-3600 | 725-3500 | 726-3200 | 727-3500 | 724-3000 |
| Capacidad (asientos) | 65       | 100      | 85       | 100      | 90       | 100      | 75       | 68       | 64       | 68       | 63       | 100      | 90       | 100      | 80       | 75       |

Los coches 5 y 12 tienen cada uno un pantógrafo de un solo brazo.

### Interior

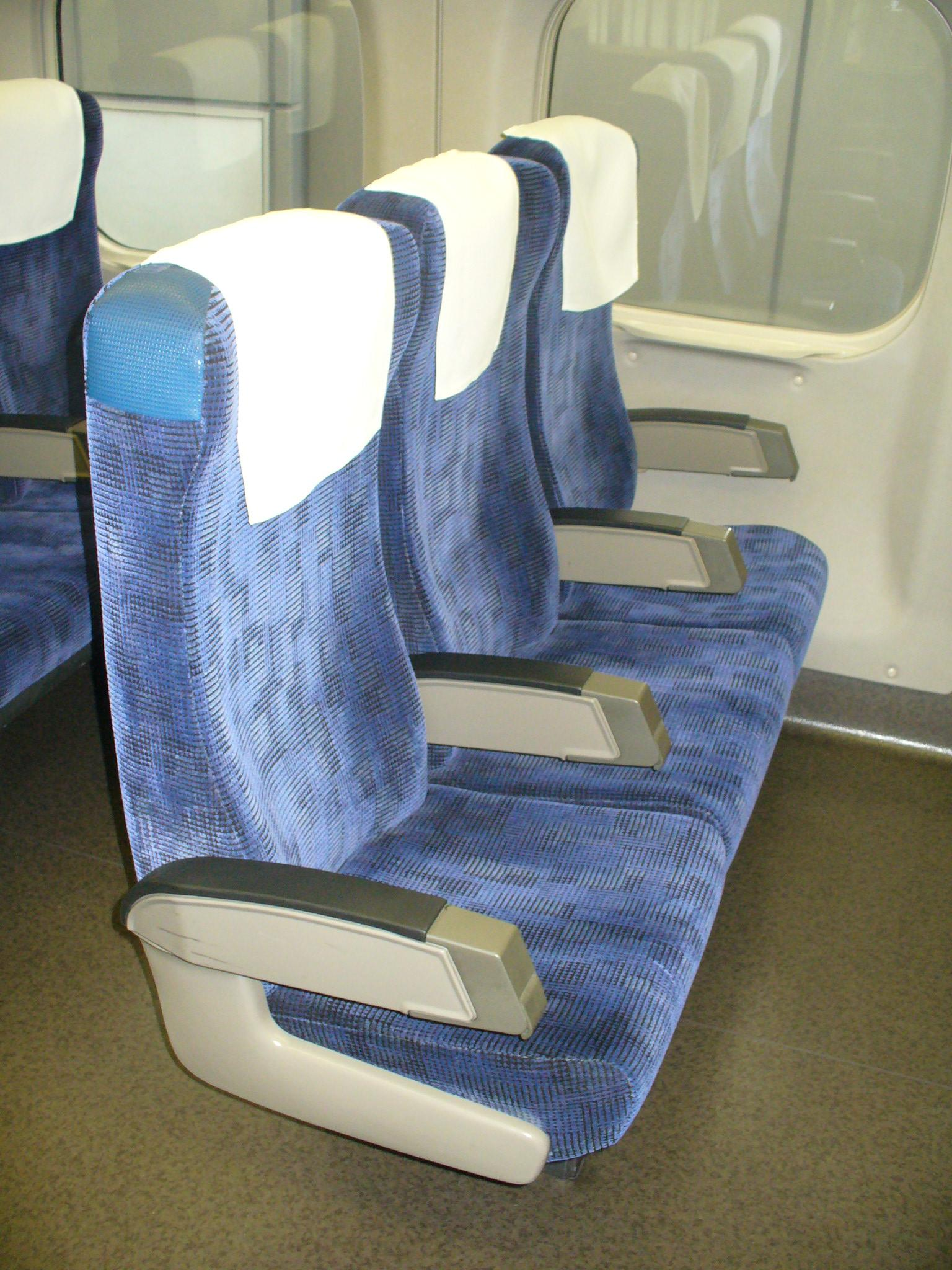
Asiento de la Clase Estándar del JR-Oeste
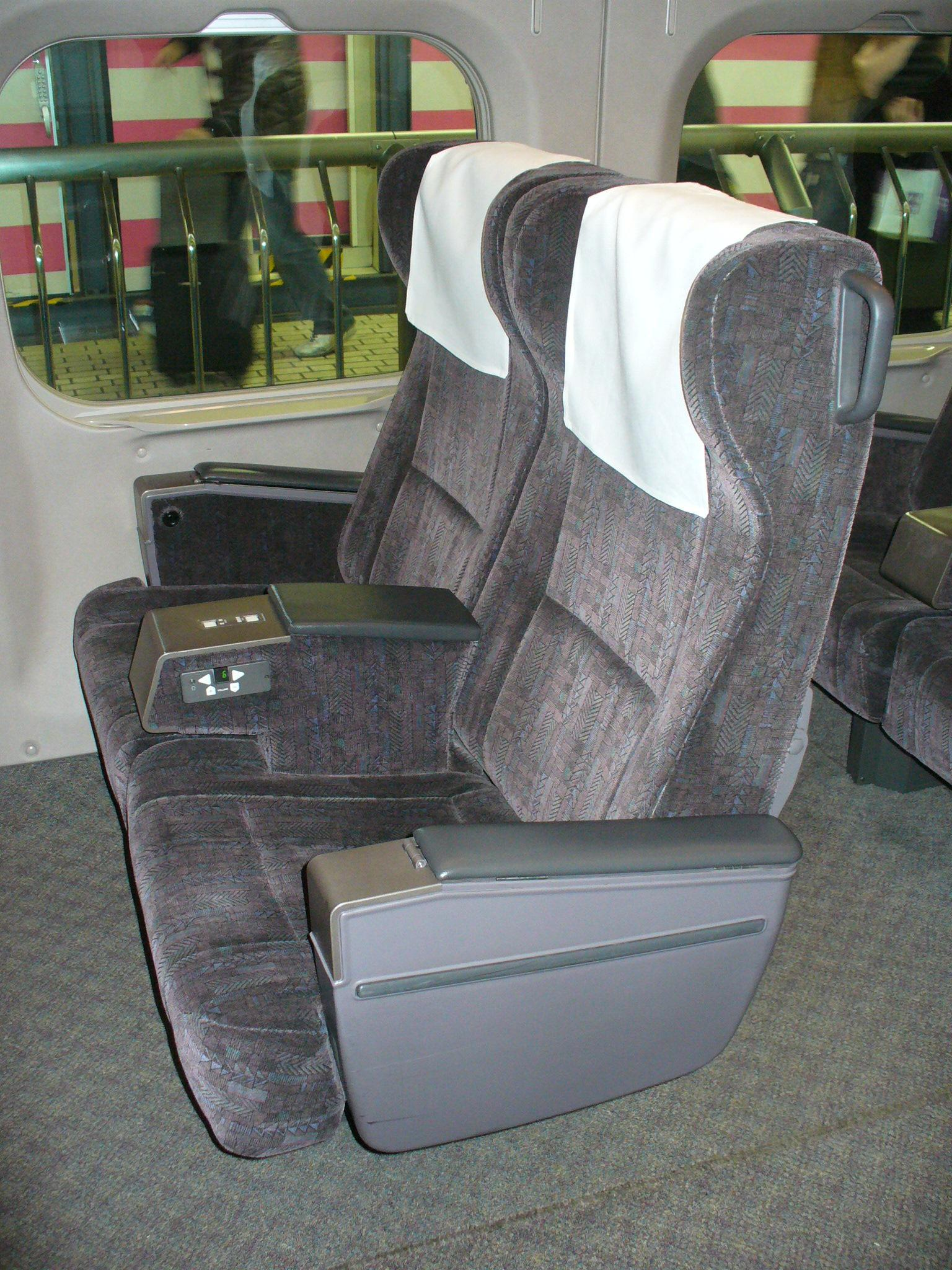
Asiento de la Clase Verde del JR-Oeste

## Tren E de 8 coches (Serie 700-7000)

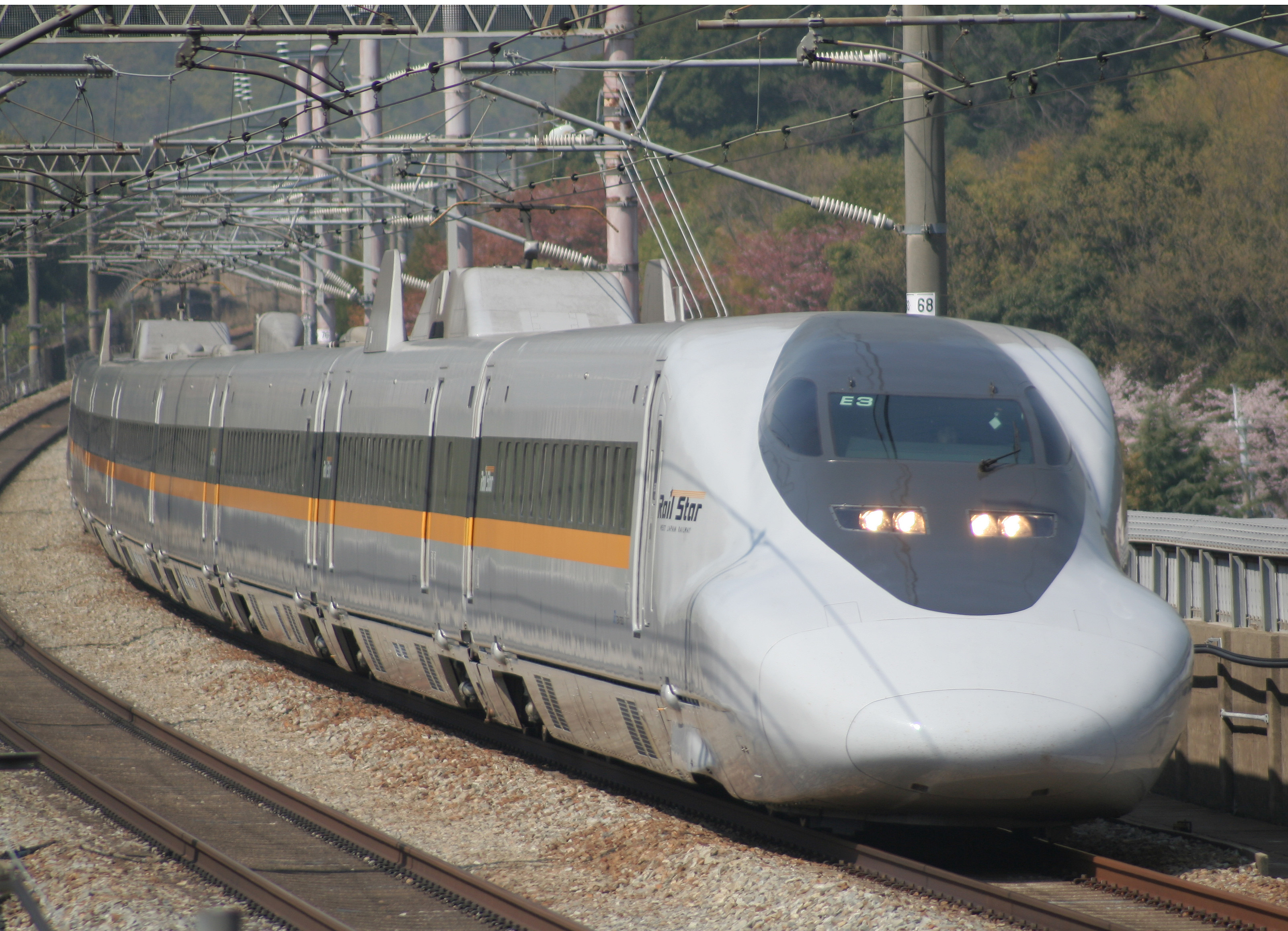
Tren Hikari Rail Star en abril de 2009

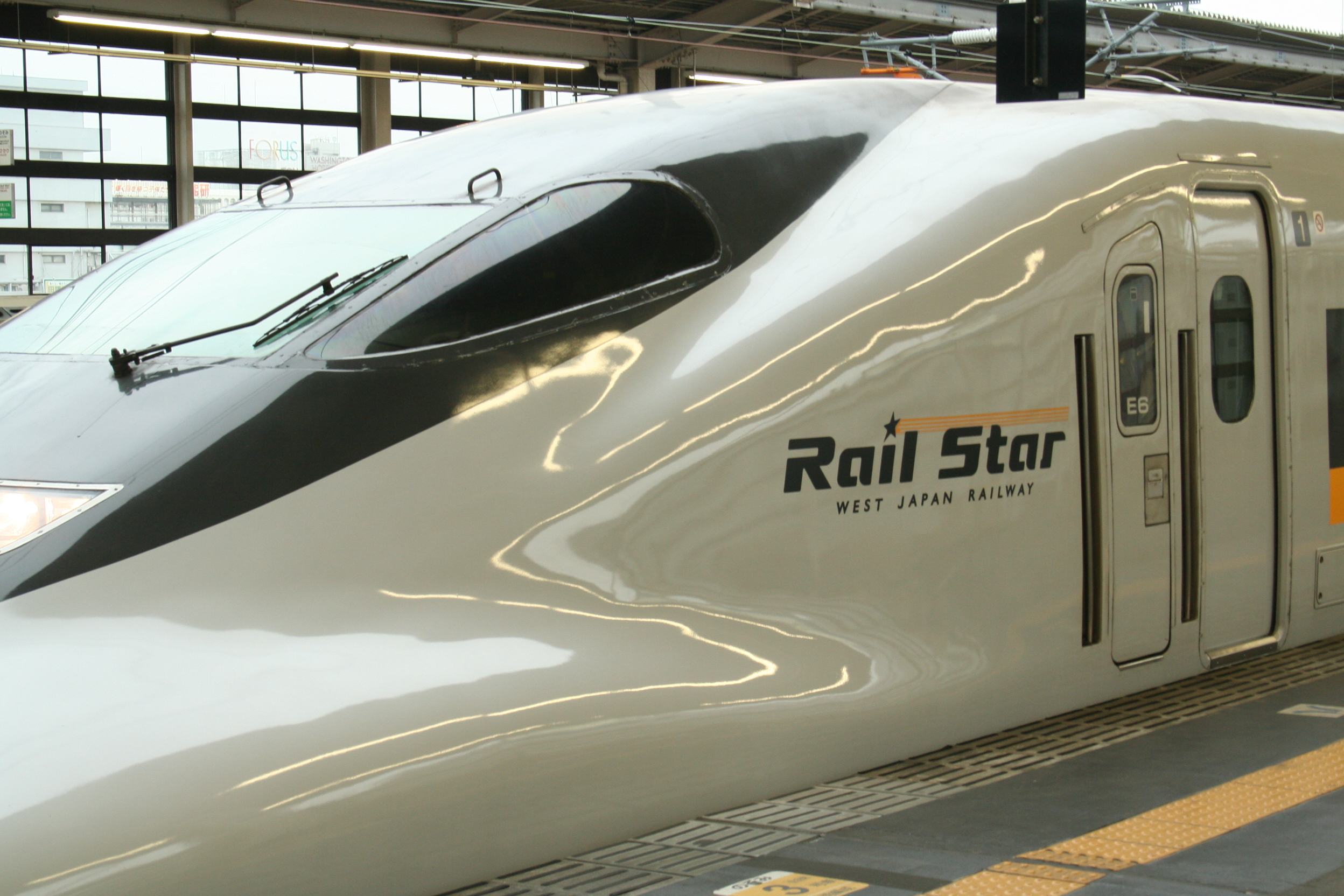
Logo del "Rail Star" en el tren E6 en mayo de 2009

El JR-Oeste introdujo trenes E de 8 coches para su uso en los nuevos servicios Sanyo Shinkansen 'Hikari Rail Star' de paradas limitadas entre Shin-Osaka y Hakata a partir del 11 de marzo de 2000, en sustitución de los antiguos trenes de la Serie 0 en el servicio 'West Hikari'. Las primeras unidades se entregaron a principios de diciembre de 1999, con un total de 16 unidades construidas. Externamente, estas unidades difieren notablemente de sus hermanas JR Central en que tienen una variación de la librea de la serie 500 con la banda azul en la cintura reemplazada por una banda de "amarillo soleado". Los logotipos de "Rail Star" se aplican a los lados de los coches alternativos, así como a los lados de la cabina. Cada tren de 8 coches tiene dos pantógrafos de un solo brazo de un diseño similar a los juegos de 16 coches JR Central. Originalmente se planeó que los conjuntos pudieran operar acoplados, lo que permitiría ejecutar formaciones de 16 coches en períodos de mucho trabajo, pero esta función nunca se ha utilizado. Con la descontinuación de los servicios Hikari que se ejecutan únicamente en San'yo Shinkansen, reemplazados por los servicios Sakura a partir de 2011, estos equipos se utilizan principalmente en los servicios Kodama entre Shin-Osaka y Hakata.

### Formación
Los conjuntos E de 8 coches se forman de la siguiente manera, con el coche 1 en el extremo Hakata (oeste).
| Coche No.            | 1        | 2        | 3        | 4        | 5        | 6        | 7        | 8        |
| -------------------- | -------- | -------- | -------- | -------- | -------- | -------- | -------- | -------- |
| Denominación         | Tc       | M1       | Mpk      | M2       | M2w      | Mp       | M1kh     | T'c      |
| Numeración           | 723-7000 | 725-7600 | 726-7500 | 727-7000 | 727-7100 | 726-7000 | 725-7700 | 724-7500 |
| Capacidad (asientos) | 65       | 100      | 80       | 80       | 72       | 72       | 50       | 52       |

Los coches 2 y 7 tienen cada uno un pantógrafo de un solo brazo.

### Interior
Los trenes cuentan con cuatro compartimentos de 4 asientos en el coche 8, y los asientos en los extremos de cada coche tienen tomas de corriente para usuarios de PC portátiles. A diferencia de los conjuntos SK de la Serie 0 que reemplazaron, estos trenes son completamente monoclase, sin alojamiento en la Clase Verde. Sin embargo, los cinco coches de Clase Estándar reservados, coches 4 a 8, tienen asientos estilo Clase Club con disposición 2+2, en comparación con la disposición normal de 2+3 asientos en los coches no reservados. La distancia entre asientos es de 1040 mm (40,9 plg) en todo el tren. El coche 4 también se designó como "coche silencioso", en el que no se emitían los anuncios de a bordo, pero se suspendió a partir de marzo de 2011.

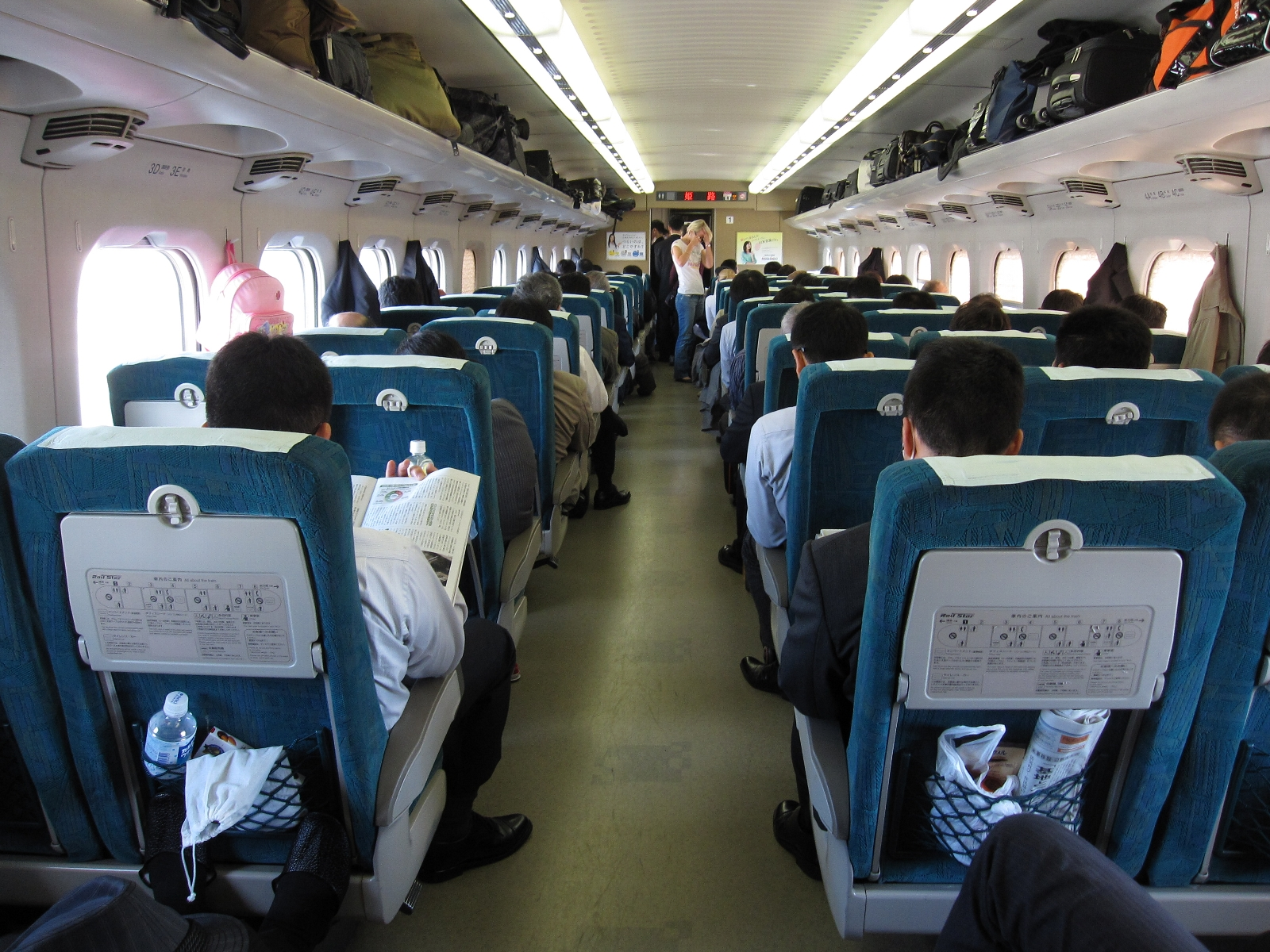
Coche del Hikari Rail Star con asientos 3+2 sin reserva en noviembre de 2009
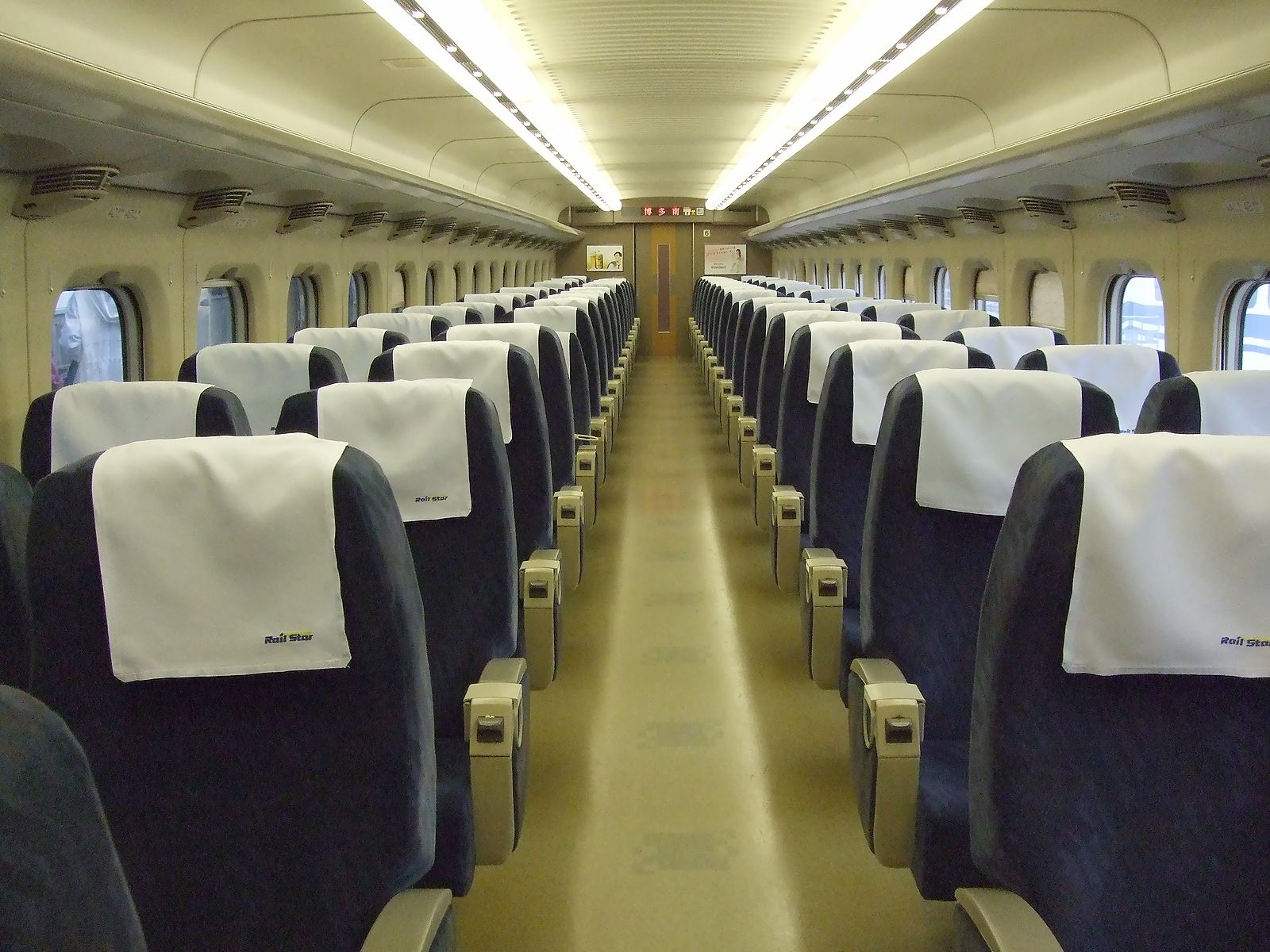
Coche del Hikari Rail Star con asientos 2+2 con reserva en marzo de 2010
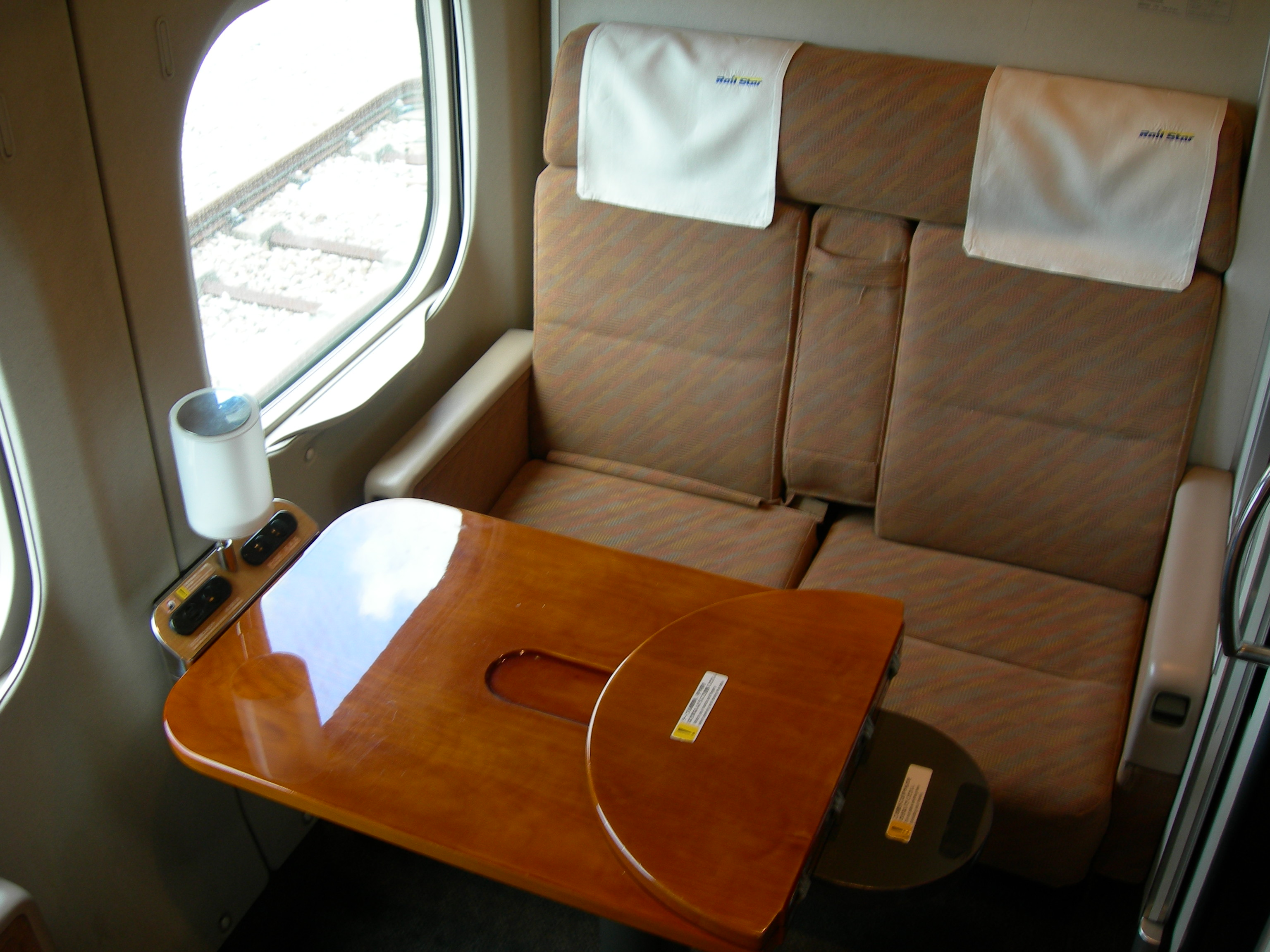
Compartimiento del Hikari Rail Star en agosto de 2009

## Historia de la flota
Los totales anuales de los tamaños de flota (número de vehículos al 1 de abril de cada año) propiedad de JR Central y JR West son los siguientes.
| Año  | ■ JR Central | ■ JR Oeste | Total |
| ---- | ------------ | ---------- | ----- |
| 1998 | 16           | 0          | 16    |
| 1999 | 80           | 0          | 80    |
| 2000 | 176          | 80         | 256   |
| 2001 | 384          | 112        | 496   |
| 2002 | 592          | 168        | 760   |
| 2003 | 768          | 232        | 1.000 |
| 2004 | 864          | 312        | 1.176 |
| 2005 | 960          | 328        | 1.288 |
| 2006 | 960          | 368        | 1.328 |
| 2007 | 960          | 368        | 1.328 |
| 2008 | 960          | 368        | 1.328 |
| 2009 | 960          | 368        | 1.328 |
| 2010 | 960          | 368        | 1.328 |
| 2011 | 960          | 368        | 1.328 |
| 2012 | 816          | 496        | 1.312 |
| 2013 | 752          | 496        | 1.248 |
| 2014 | 640          | 496        | 1.136 |
| 2015 | 512          | 496        | 1.008 |
| 2016 | 448          | 464        | 912   |
| 2017 | 336          | 368        | 704   |
| 2018 | 224          | 320        | 544   |
| 2019 | 96           | 256        | 352   |
| 2020 | 0            | 144        | 144   |
| 2021 | 0            | 128        | 128   |
| 2022 | 0            | 128        | 128   |

## Derivados
Dos trenes Clase 923 "Doctor Yellow" basados en el diseño de la Serie 700 se utilizan para trabajos de auscultación de vías y del tendido eléctrico en las líneas Tokaido y Sanyo Shinkansen. Tanto el Shinkansen Serie 800 como el THSR 700T para Taiwán se desarrollaron directamente a partir de la Serie 700. La Serie N700 y la Serie N700S también se desarrollaron a partir de la Serie 700.

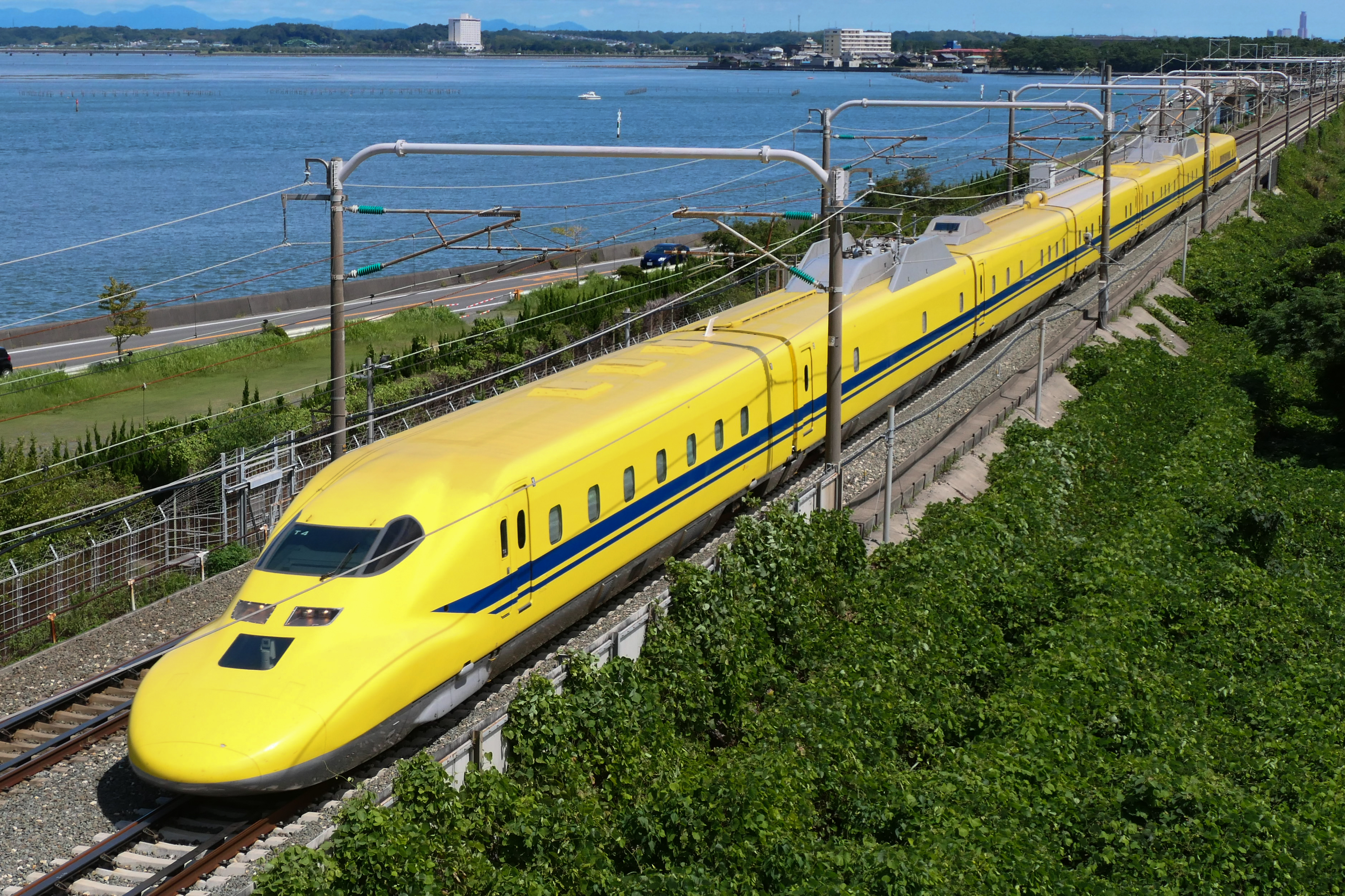
Tren Clase 923 "Doctor Yellow" del JR Central
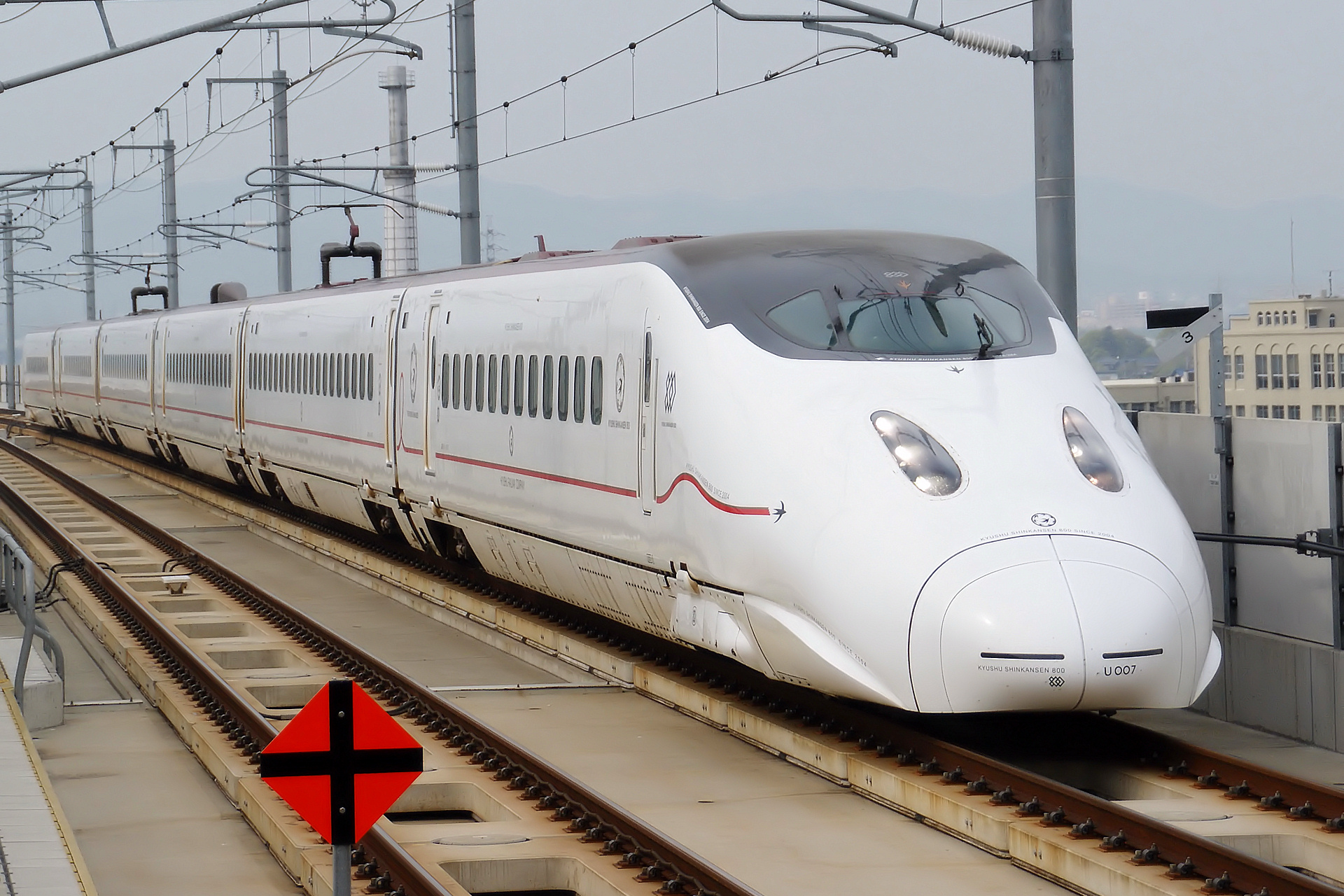
Tren Shinkansen Serie 800 del JR Kyushu
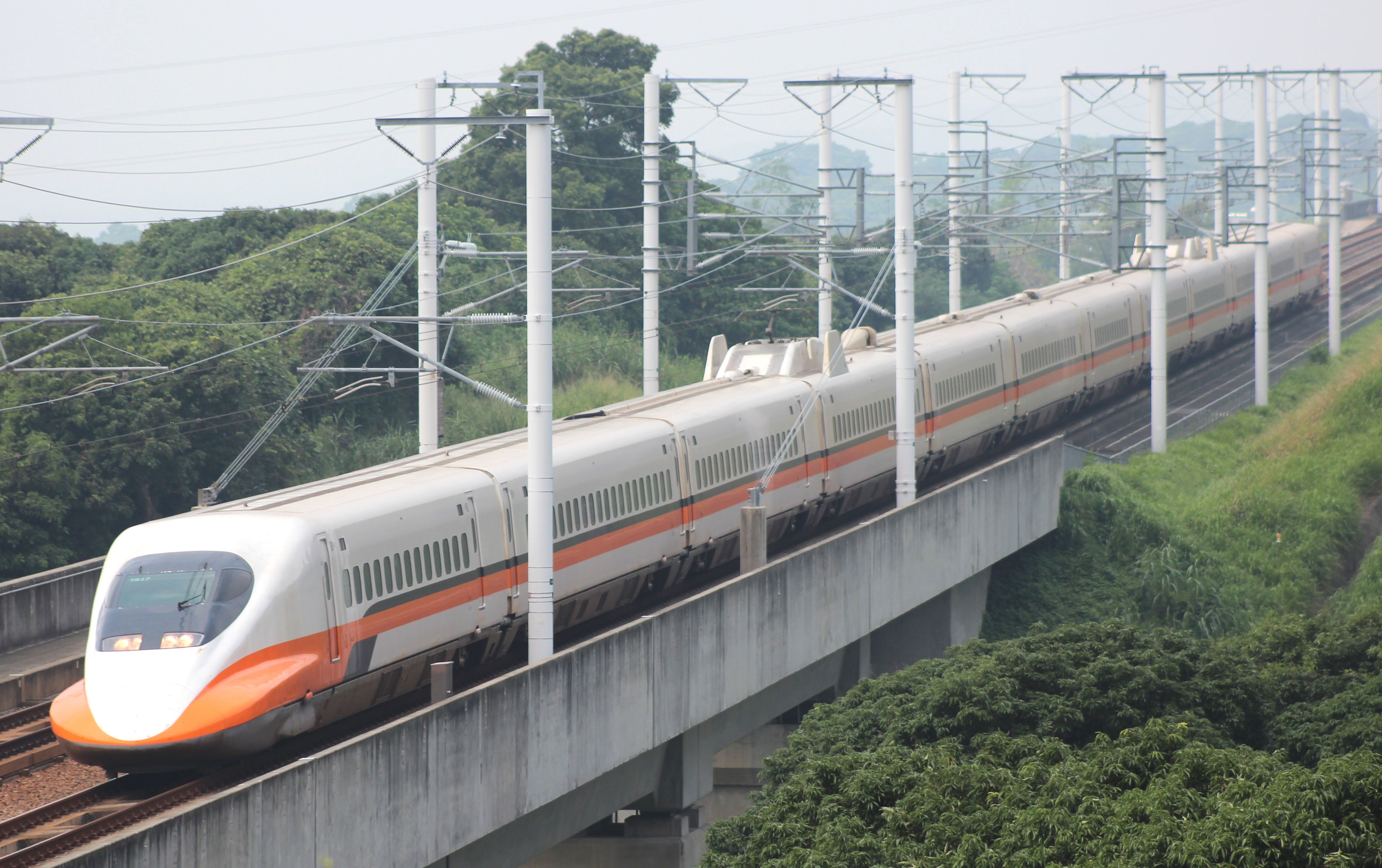
Tren de alta velocidad 700T de Taiwán
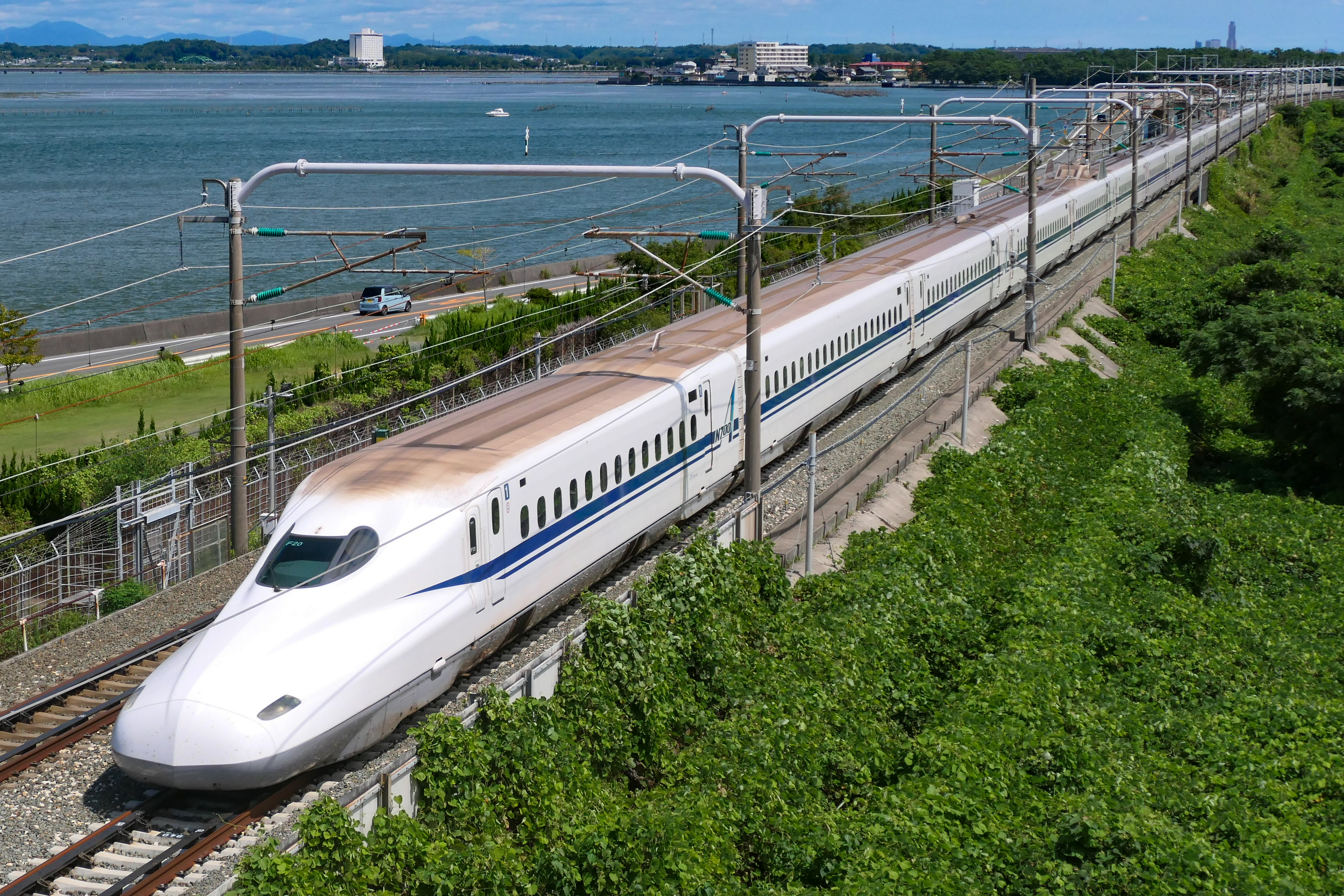
Shinkansen Serie N700 del JR Central
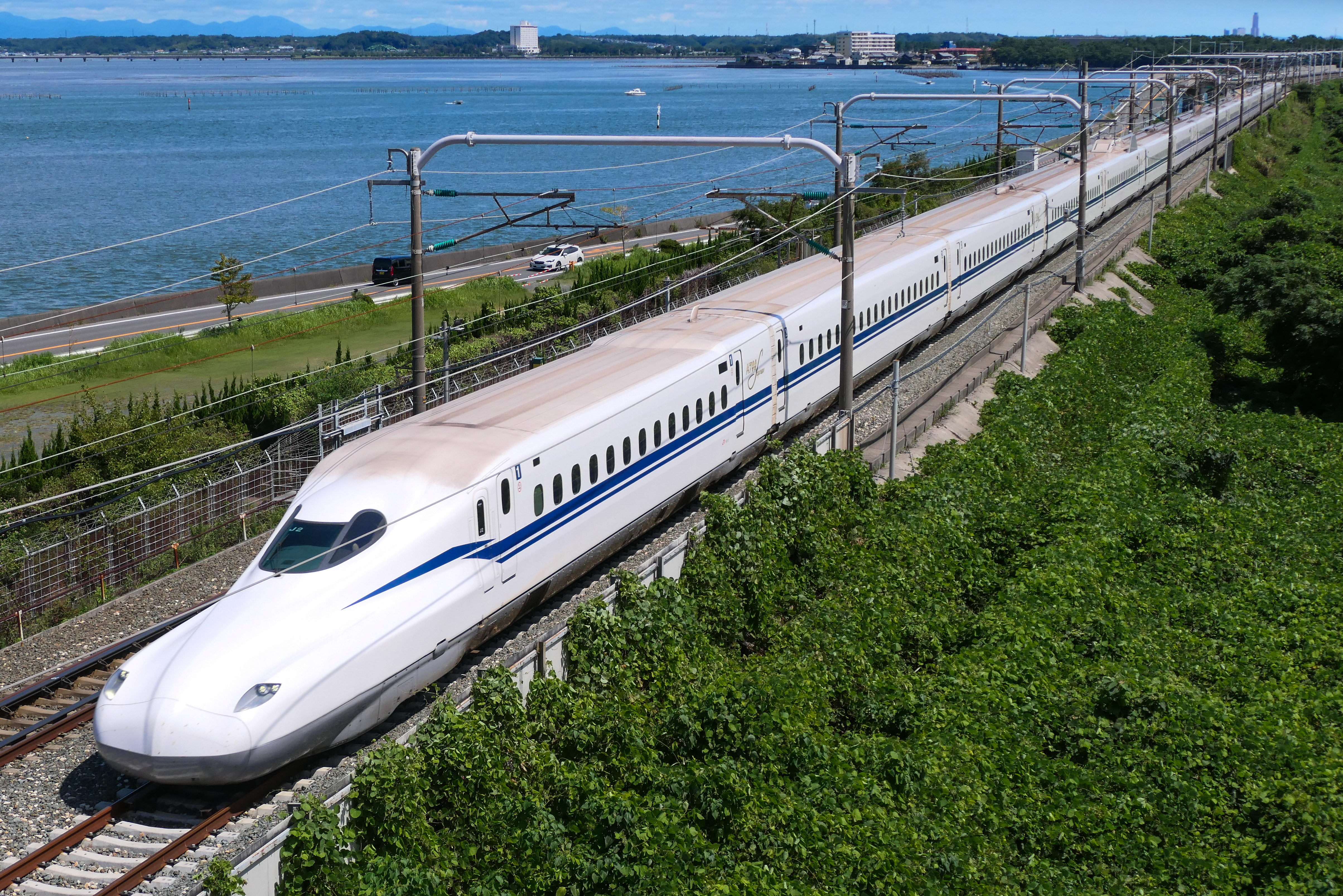
Shinkansen Serie N700S del JR Central

## Accidentes e incidentes
- El 14 de junio de 2018, el servicio Superexpress No. 176 Nozomi, operado por el tren B8 de 16 coches de la Serie 700 perteneciente al JR Oeste, arrolló a un hombre que había invadido las vías entre la Estación de Hakata y la de Kokura en el Sanyō Shinkansen, matando al intruso al instante. El coche motor de la cabecera sufrió daños sustanciales en la parte delantera. El maquinista del tren informó haber escuchado un sonido inusual en el momento de la colisión, pero siguió adelante, creyendo que había golpeado a un animal y que el incidente era demasiado leve para informar de inmediato. El maquinista de otro tren bala pudo ver los daños sufridos cuando el tren se detuvo en Kokura, e informó de la situación al centro de operaciones después de su partida.[10] A continuación, el tren recibió la orden de detenerse, parando en la estación de Shin-Shimonoseki en la Prefectura de Yamaguchi, donde se realizó una investigación visual en la que se se detectaron salpicaduras de sangre en la parte delantera, así como restos humanos que habían quedado dentro del área dañada por la fuerza de la colisión. Se encontraron más restos en las cercanías del túnel de Ishisaka en Yahatanishi-ku (Kitakyushu).[11] Después del incidente, el JR Oeste reiteró su política de que los maquinistas de los trenes bala debían detener inmediatamente el tren y comunicarse con el centro de operaciones ante cualquier ruido inusual, independientemente de la gravedad que se considerara de la posible causa.

## Ejemplos conservados

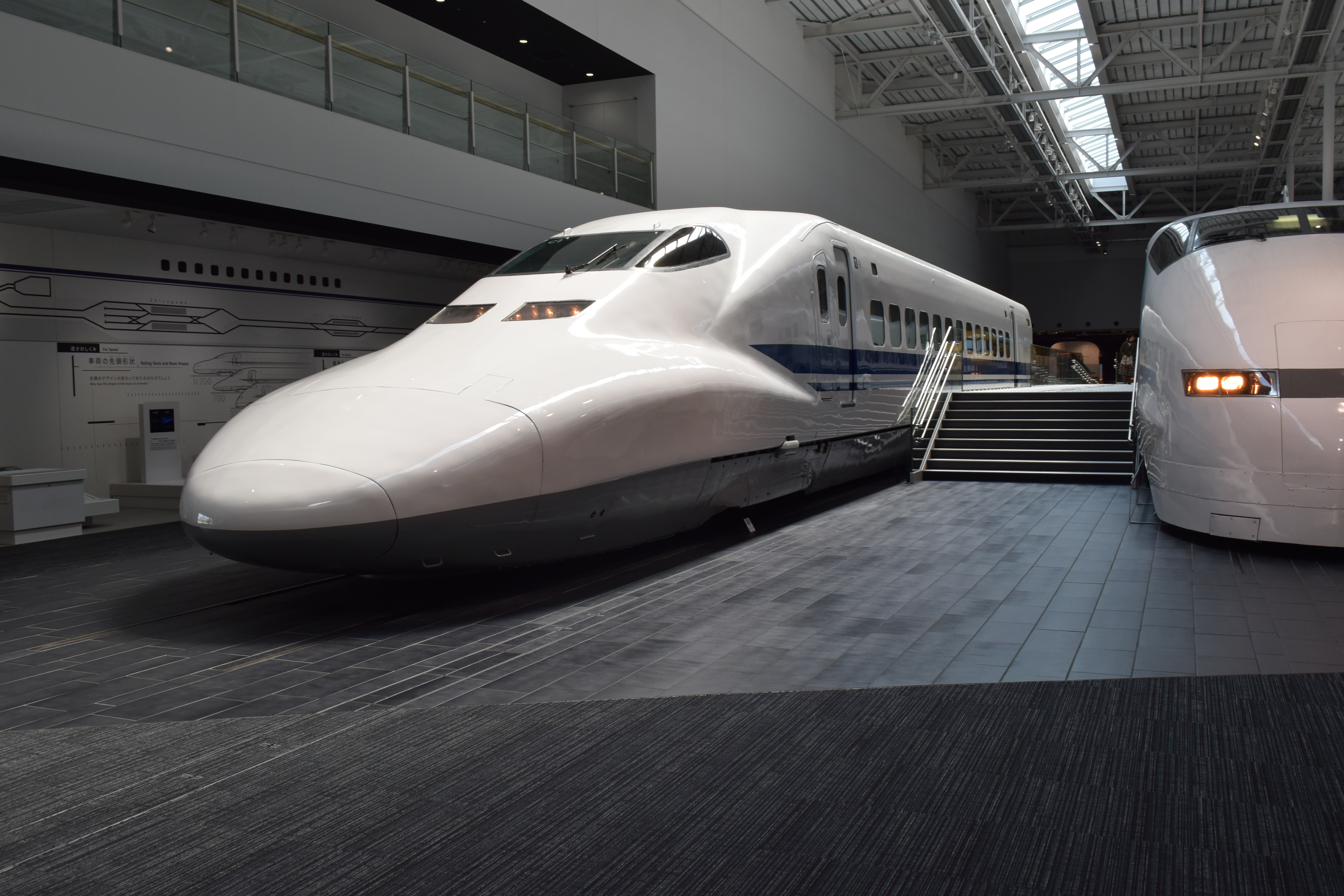
Coche 723-9001 conservado en el SCMaglev y Parque del Ferrocarril (abril de 2014)

- 723-9001 (antiguo prototipo C1, construido en 1997 por Kawasaki Heavy Industries) en el SCMaglev y Parque del Ferrocarril de Nagoya, desde el 2 de enero de 2014.[12]